# Сісеро (Нью-Йорк)
Сісеро (англ. Cicero) — місто (англ. town) в США, в окрузі Онондага штату Нью-Йорк. Населення — 31 435 осіб (2020).

## Демографія
Згідно з переписом 2010 року, у місті мешкали 31 632 особи в 12 399 домогосподарствах у складі 8720 родин. Було 12947 помешкань
Расовий склад населення:
| - 95,2 % — білих - 1,7 % — чорних або афроамериканців - 1,0 % — азіатів - 0,3 % — корінних американців |

До двох чи більше рас належало 1,3 %. Частка іспаномовних становила 1,6 % від усіх жителів.
За віковим діапазоном населення розподілялося таким чином: 25,1 % — особи молодші 18 років, 62,3 % — особи у віці 18—64 років, 12,6 % — особи у віці 65 років та старші. Медіана віку мешканця становила 39,9 року. На 100 осіб жіночої статі у місті припадало 96,1 чоловіків;  на 100 жінок у віці від 18 років та старших — 93,5 чоловіків також старших 18 років.
Середній дохід на одне домашнє господарство  становив 88 139 доларів США (медіана — 76 740), а середній дохід на одну сім'ю — 102 975 доларів (медіана — 91 431). Медіана доходів становила 58 932 долари для чоловіків та 47 288 доларів для жінок. За межею бідності перебувало 6,9 % осіб, у тому числі 7,7 % дітей у віці до 18 років та 9,6 % осіб у віці 65 років та старших.
Цивільне працевлаштоване населення становило 16 239 осіб. Основні галузі зайнятості: освіта, охорона здоров'я та соціальна допомога — 24,4 %, роздрібна торгівля — 14,0 %, науковці, спеціалісти, менеджери — 9,9 %, виробництво — 9,2 %.